# Сосновка (Чебоксарський міський округ)
Сосно́вка (рос. Сосновка, чув. Сосновка) — сільський населений пункт зі статусом селище міського типу у складі Чебоксарського міського округу Чувашії, Росія.
Населення — 2242 особи (2010; 3053 у 2002).
До 2005 року мав статус міського поселення. Після зміни тип населеного пункту (селище міського типу) зберігся, однак за статусом — це сільський населений пункт.